# Фелтон (город, Миннесота)
Фелтон (англ. Felton) — город в округе Клей, штат Миннесота, США. На площади 2,7 км² (2,7 км² — суша, водоёмов нет), согласно переписи 2002 года, проживают 216 человек. Плотность населения составляет 81,5 чел./км².
- Телефонный код города — 218
- Почтовый индекс — 56536
- FIPS-код города — 27-20834[1]
- GNIS-идентификатор — 0643595[2]